# RPK-16輕機槍
RPK-16（俄语：Ручной Пулемёт Калашникова，意為：卡拉什尼科夫2016年手提機槍，俄羅斯國防部火箭炮兵裝備總局尚未公開其代號；一度被推測為RPK-12）是一款由俄罗斯槍械製造商卡拉什尼科夫集團接收到俄羅斯聯邦武裝力量對AK槍族常見缺陷的意見并作出改進及生產的現代化轻机枪（自动步枪／輕型支援武器），可說是RPK-74輕機槍的進一步現代化改進型及AK-12突击步枪的重槍管自動步槍版本，自卡拉什尼科夫集團在ARMY-2016公開展示起，受到俄羅斯軍隊的高度重視，並且與AK-12一同不斷改進。發射5.45×39毫米（M74）苏联口徑步枪子彈。
這是俄羅斯RPK槍族系列輕機槍的最新衍生型，並提出可能普遍地發配給俄羅斯軍隊每一單位。據俄羅斯衛星通訊社，該機槍的目的是最終取代俄羅斯軍隊和其他政府部隊（無論常規或是特種部隊當中）服役的前代卡拉什尼科夫5.45×39毫米輕機槍，即RPK-74。根據關注卡拉什尼科夫的專家謝爾蓋拉德克維奇的說法，該機槍汲取了現代武裝衝突的經驗。
它以傳統的卡拉什尼科夫佈局和設計為藍本，大量導入具有從AK-12計劃衍生而來的多項新型技術和人體工學特徵。正如AK-12和AK-15的最終投產的型號是以AK-400為基礎，RPK-16亦是以更可靠的RPK-400為基礎。隨AK-12與AK-15之後，2018年2月，正式宣佈RPK-16亦已獲俄羅斯軍隊採用。

## 歷史
2018年1月初，卡拉什尼科夫集團宣布將一批試驗型機槍很快地轉交給國防部進行試驗。
2019年2月的試用中，一小批次的RPK-16開始投入俄羅斯軍隊，特別是莫斯科高等全軍指揮學校當中。

## 設計細節
根據客戶的指示，RPK-16是可與國外5.56×45毫米北約口徑的FN Minimi和M249輕機槍比較的俄製產品，結合了強大的火力與足夠的機動力特性，能夠快速更換槍管並且以彈匣與金屬製彈鏈供彈（北約標準的突擊步槍）。但是，RPK-16的研發人員拒絕採用雙排供彈設計，因此它將可兼容AK-74、RPK-74，以及AK-12的彈匣。目前，製造商正在為其研發一款特殊、容量達到96發的彈鼓，並且用作其標準供彈具。
RPK-16的佈局類似於AK-12，但具有經過改進的人體工學手槍握把與折疊槍托設計。該機槍的淨重量約為4.5公斤。此外，該機槍保留了傳統的卡拉什尼科夫氣動式系統設計，裝有長行程活塞，以確保其牢固的結構與高度可靠性。RPK-16具有較低的後座係數與較高的射擊精度，在火力方面明顯優於RPK-74。其射速高達700發／分鐘。除了全自動（連發）以外，亦可以半自動（單發）與點放（點發）模式射擊。
RPK-16亦採用了全新設計的可拆卸式機匣蓋，由厚度為1.5毫米的钢板所製成，這比AK-100系列突擊步槍1毫米厚度稍厚。由於機匣的前插梢較標準AK要大，因此從彈匣插槽上方的側面有著凸起的縱向加強肋條。槍口裝有制退器的設計類似於AK-400。
可更換式槍管使得RPK-16可在各種戰術任務當中使用：裝有長度為550毫米（21.65英寸）的長槍管的機槍（當它被配置／用作班用自動武器的用途時）可在任何條件以下的一般作戰當中，用作步兵班的支援和壓制武器；而裝上長度為370毫米（14.57英寸）的短槍管時（當它被配置／用作突擊武器的用途時），它可以成為用於特种行动當中，包括在城市條件以下的個人“突擊機槍”——在這種配置以下，RPK-16僅比AK-12機槍重約一公斤。它的設計使它具有可以互換的兩根槍管，並可以很容易地將其拆卸下來，這亦將過去槍管固定不能更換而不能作長時間壓制射擊以及只屬於重槍管自動步槍的影響加以消除。
射手可在數分鐘以內，而且無需使用特殊工具以下自行更換槍管。槍管是以橫向楔形桿與機匣緊固地連接。在特種行动時，該機槍可於槍口裝設快拆式抑制器。該機槍的槍托不單有著四段伸縮位置，還可向左折疊。可由射手自行週節的表尺式瞄準具可用以協助瞄準有效射程以內的目標。
由於前護木的上下方向整合了皮卡汀尼導軌，因而可在武器以上快速裝上任何必要的附件，包括機匣頂部安裝的任何現代化瞄準具組合；比如1P86-1可變倍率式光學瞄準鏡竹與重型槍管的組合使得射手可以RPK-16打擊距離遠至500公尺的目標，亦可於需要時切換擊發模式以半自動（單發）射擊。而底部則以同款導軌裝上適配於導軌的可拆卸折疊式兩腳架，取代傳統RPK系列轻机枪槍管下方的固定摺疊式兩腳架，將過去因腳架接觸槍管而對射擊時的精度影響加以消除。而護木兩側則可上裝上額外的可拆卸式皮卡汀尼導軌。

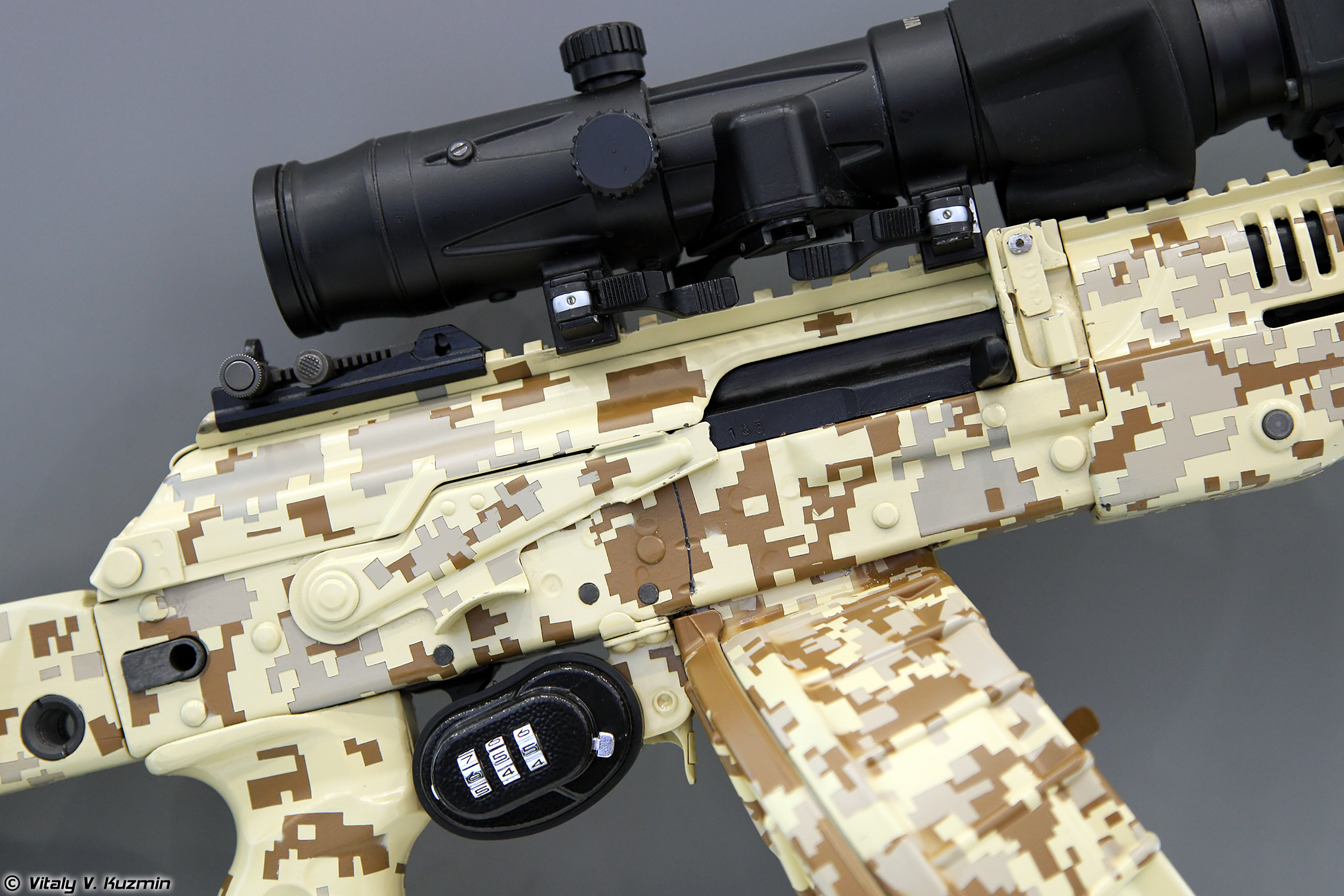
機匣特寫

## 使用國
- 俄羅斯
  - 俄羅斯聯邦武裝力量： 2018年2月，卡拉什尼科夫集團的總幹事阿列克謝·克里沃庫奇宣布，現已與俄羅斯聯邦國防部簽署了RPK-16的持續供貨合約[3][11]
  - 俄羅斯聯邦安全局

## 流行文化

### 电子游戏
- 2018年—《Call to Arms》
- 2018年—《逃離塔科夫》
- 2016年—《少女前线》：2020年更新中，RPK-16拟人化后成为同名“战术人形”，作为主角小队——忤逆小队的新成员登场。
- 2022年—《暗區突圍》

## 資料來源
1. 1 2 3 4  .   [2019-04-30]. （原始内容存档于2019-12-21）.
2. ↑  .   [2013-03-08]. （原始内容存档于2013-03-14）.
3. 1 2  Константин Федоров. . ТРК ВС РФ «Звезда». 2018-02-07  [2018-09-21]. （原始内容存档于2018-09-21） （俄语）.
4. 1 2  Sputnik. . sputniknews.com.   [2017-03-05]. （原始内容存档于2017-03-05） （英语）.
5. ↑  .   [2019-05-03]. （原始内容存档于2018-02-08）.
6. 1 2 3  . Информационное телеграфное агентство России (ИТАР-ТАСС). 2018-03-21  [2018-09-21]. （原始内容存档于2018-09-21） （俄语）.
7. ↑  H., Hrachya. . The Firearm Blog.   [2018-02-10]. （原始内容存档于2018-02-11）.
8. ↑  . «Оружие России». （原始内容存档于2019-04-24） （俄语）.
9. ↑  .   [2019-05-03]. （原始内容存档于2019-05-16） （俄语）.
10. ↑  . www.janes.com.   [2017-03-14]. （原始内容存档于2017-03-15）.
11. ↑  .   [2019-05-03]. （原始内容存档于2019-05-13）.

## 外部連結
- （英文）—Modern Firearms—Kalashnikov RPK-16 light machine gun（页面存档备份，存于）
- （英文）—The Firearm Blog.com—Russia Adopts the RPK-16 Light Machine Gun（页面存档备份，存于）
- （英文）—New Russian light machine gun born from iconic Kalashnikov heads for tests（页面存档备份，存于）
- （英文）—Military, Security and Civilian Guns and Equipment—Kalashnikov RPK-16（页面存档备份，存于）
- （俄文）—Новый РПК 16 - ручной пулемет（页面存档备份，存于）
- （简体中文）—槍炮世界—RPK-16轻机枪 （页面存档备份，存于）